# Onmyo-za
Onmyo-za (陰陽座, Onmyō-za), également typographié Onmyouza, est un groupe de heavy metal japonais, originaire d'Osaka. Onmyō-za est une ancienne lecture des kanjis formant ce nom, désormais lus In'yōza. Le groupe utilise la transcription Onmyo-za sur son site officiel en anglais.
Les noms des membres du groupe ont tous un rapport avec les chats (voire les félins). Matatabi et Karukan sont des marques de nourriture pour chat. Le Maneki est le nom d'une statue porte-bonheur japonaise. Kuroneko signifie chat noir (kuro : noir ; neko : chat) et enfin Tora signifie tigre en japonais. Les fans du groupe ainsi que le "fan-club" officiel sont appelés les Shikigamis.

## Biographie
Le groupe est formé en 1999, et composé de Matatabi à la basse, Karukan et Maneki qui jouent des twin guitars, Kuroneko au chant, et Tora à la batterie, rassemble un son à la fois heavy metal, mais avec aussi des sonorités qui évoquent le Japon traditionnel. Matatabi est non seulement le leader, mais surtout, le compositeur et parolier de la plupart des chansons ainsi que le second chanteur, créant encore une dualité dans la musique du groupe de par sa voix grave et poignante qui s'oppose à la voix de Kuroneko, douce et aigüe. Le groupe est très apprécié au Japon, mais a aussi fait une tournée en Europe avec notamment Kuroneko.
En 2002, leur album Youka Ninpocho (妖花忍法帖)  atteint la 57e place de l'Oricon. En 2005 sort leur sixième album studio, Garyôtensei. En novembre 2006, ils tournent une deuxième fois en Europe. En 2008, ils publient leur huitième album studio, Chimimouryo, qui atteint le top 10 des classements Oricon.
Au début du mois de juillet 2014, trois ans après leur dernier album, le groupe annonce la sortie de deux nouveaux (onzième et douzième, respectivement) albums intitulé Fuujin Kaikou (風神界逅) et Raijin Sousei (雷神創世). Ils confirment le single Seiten No Mikazuki (青天の三日月) sur Raijin Sousei.  
Le 18 janvier 2023, après plus de quatre ans d'absence, durant lesquelles la chanteuse Kuroneko eut, entre autres, des ennuis de santé et d'audition l'empêchant de chanter convenablement, Onmyo-za revient avec leur quinzième album intitulé Ryuou Douji (龍凰童子) composé de quinze titres. L'un des titres de l'album, Ibaraki Douji (茨木童子) disponible un mois avant la sortie de l'album, en Décembre 2022, fait l'objet d'un clip vidéo sorti simultanément avec l'album.  

## Style musical et influences
La musique d'Onmyo-za se fonde sur le  heavy metal d'Iron Maiden et de Judas Priest et le hard rock de Led Zeppelin. Le groupe développe un style mêlant à ces influences occidentales des sonorités évoquant la musique traditionnelle japonaise et la J-pop. Leurs chansons ont rapport avec le yin et le yang, le pouvoir des éléments et le folklore Japonais en général. Onmyouza qui signifie littéralement « la réunion du Yin et du Yang », joue souvent avec des concepts typiques de l'ambiance et de la mythologie du Japon de l'Époque Heian. Le magazine Bravewords qualifie le groupe de « version thrash pop japonaise de Nightwish. »

## Membres

### Membres actuels
- Matatabi - basse, chant, paroles, compositions
- Kuroneko - chant, paroles
- Maneki - guitare, chœurs
- Karukan - guitare

### Membres de session
- Dobashi Makoto - batterie, percussions
- Abe Masahiro - keyboards

### Ancien membre
- Atsushi « Tora » Kawatsuka - batterie, percussions (1999–2009)

## Discographie

### Albums studio
- 1999 : Kikoku Tensho
- 2000 : Hyakki Ryôran
- 2002 : Kôjin Rasetsu
- 2003 : Hoyôku Rindo
- 2004 : Mugen Hôyô
- 2005 : Garyôtensei
- 2007 : Maoutaiten
- 2008 : Chimimôryô
- 2009 : Kongou Kyuubi
- 2010 : Kishi Bojin
- 2000 : Fûjin Kaigô
- 2014 : Raijin Sôsei
- 2016 : Karyô Binga
- 2018 : Hadô Myouô
- 2023 : Ryuou Douji

### EP
- 2002 : Fuin Kairan

### Albums live
- 2003 : Sekinetsu-Embu
- 2006 : Onmyôraibu

### Compilation
- 2006 : Inyô Shugyoku

### Singles et maxi-singles
- 2000 : Ôka no kotowari (maxi-single)
- 2001 : Tsuki ni Murakumo hana ni kaze (maxi-single)
- 2002 : Yoka Ninpôcho (maxi-single)
- 2003 : Mezame (maxi-single)
- 2003 - Hoyôku Tensho (maxi-single)
- 2004 : Kumikyoku Yoshitsune - Raise Kaikô (maxi-single)
- 2004 : Kumikyoku Yoshitsune - Muma Enjo (maxi-single)
- 2004 : Kumikyoku Yoshitsune - Akki Hôgan (maxi-single)
- 2004 : Nemuri (maxi-single)
- 2005 : Kôga Ninpôchô (maxi-single)
- 2007 : Kokui no Tennyo (maxi-single)
- 2008 : Kureha
- 2009 : Aoki Dokugan
- 2009 : Soukoku/Doukoku
- 2011 : Konbeki no Sôjin
- 2014 : Seiten no Mikazuki
- 2018 : Ôka Ninpôchô

## Vidéographie
- 2003 : Hakkoranbu (DVD - concert)
- 2004 : HYAKKI KÔRIN-DEN (DVD - concert)
- 2005 : Yu-gen Rei-bu Live at Nogakudo (DVD - concert)
- 2005 - Waga shikabane wo koeteyuke (DVD - concert)
- 2006 : Shyugyokuenbu (DVD - concert)
- 2008 : Tenkafubu (DVD - concert)
- 2010 : Ryuuou Rinbu (DVD - concert)
- 2010 : Shikigamiraibu
- 2012 : Zekkaienbu
- 2013 : Fûjinraibu
- 2013 : Shikigamiôbu
- 2015 : Raijinraibu
- 2017 : Zetten Raibu
- 2023 : Ibaraki Douji (Clip Vidéo)